# مایکل بردی (فوتبال)
مایکل بردی (انگلیسی: Michael Brady؛ زادهٔ ۷ ژوئیهٔ ۱۹۶۴) بازیکن فوتبال اهل ایالات متحده آمریکا است.
از باشگاه‌هایی که در آن بازی کرده‌است می‌توان به اشاره کرد.
وی همچنین در تیم ملی فوتبال ایالات متحده آمریکا بازی کرده‌است.